# Химна Индије
Ти си владар умова свих људи (бен. जन गण मन - Jana Gana Mana) је национална химна Индије. Она представља прву од пет строфа песме коју је написао лауреат Нобелове награде Рабиндранат Тагор на бенгалском језику.

## Стихови
Индијска химна је овде дата на два писма, лево је бенгалски, а десно девангари.
| জনগণমন- অধিনায়ক জয় হে ভারতভাগ্যবিধাতা! পঞ্জাব সিন্ধু গুজরাট মরাঠা দ্রাবিড় উতকল বঙ্গ বিন্ধ্য হিমাচল যমুনা গঙ্গা উচ্ছলজলধিতরঙ্গ তব শুভ নামে জাগে, তব শুভ আশিস মাগে, গাহে তব জয়গাথা। জনগণমঙ্গলদায়ক জয় হে ভারতভাগ্যবিধাতা! জয় হে, জয় হে, জয় হে, জয় জয় জয়, জয় হে॥ | जन गण मन अधिनायक जय हे भारत भाग्यविधाता पंजाब सिन्धु गुजरात मराठा द्राविड़ उत्कल बंगा विन्ध्य हिमाचल यमुना गंगा उच्छल जलधि तरंगा तव शुभ नामे जागे तव शुभ आशीष मांगे गाहे तव जयगाथा जन गण मंगलदायक जय हे भारत भाग्यविधाता जय हे, जय हे, जय हे जय जय जय जय हे! |

## Превод
| Ти си владар умова свих људи, делилац судбине Индије. Твоје име усхићује срца Пунџаба, Синда, Гуџарата и Марате, Дравиде, Орисе и Бенгала; одјекује брдима Винђи и Хималаја, меша се са музиком Јамуне и Ганга, певају га таласи Индијског мора. Они се моле за Твој благослов они певају Теби хвалу. Спасење свих људи је у твојој руци, делиоче судбине Индије. Победа је твоја, нека заувек побеђивао! | Ђана гана мана Адинајака ђаја хе, Бхарата бхагјавидата. Пaнђаба, Синду, Гуђарата, Марата, Дравида, Уткала, Банга, Виндја, Химачала, Јамуна, Ганга, Ућала ђалади таранга Тава шубха наамеј ђаагеј, Тава шубха а'ашиш маагеј, Гахе тава ђајагата. Ђана гана мангаладајак ђаја хе Бхарат бхагјавидата. Ђаја хе, ђаја хе, ђаја хе, Ђаја, ђаја, ђаја, ђаја хе! |